# Aidy White
Aidan Peter „Aidy“ White (* 10. Oktober 1991 in Leeds) ist ein irischer Fußballspieler, der beim AFC Rochdale unter Vertrag steht.

## Karriere

### Verein
White startete seine Karriere im Jugendverein von Leeds United, der zu der Zeit in der zweithöchsten englischen Fußballliga spielte. Er absolvierte sein erstes Spiel für die Profimannschaft am 26. August 2008 im League Cup gegen Crystal Palace im Alter von 16 Jahren. Sein Liga-Debüt hatte er am 20. September 2008 beim 2:0-Sieg gegen Carlisle United. Im Dezember 2008 unterzeichnete White einen Profivertrag bis zum Juni 2012. Das Ende der Saison musste er verletzungsbedingt aussetzen.
Im ersten Ligaspiel der darauffolgenden Saison gegen Oldham Athletic konnte er überzeugen, musste jedoch wegen Krämpfen, die durch Nervosität verursacht wurden, in der zweiten Halbzeit ausgewechselt werden.
In der Saison 2009/10 kam er jedoch nur zu einigen Einwechslungen. Am 18. November 2010 wurde er bis zum 3. Januar 2011 an Oldham Athletic ausgeliehen, da White laut Trainer Simon Grayson mehr Spielerfahrung sammeln sollte. Sein erstes Profi-Tor erzielte er in seinem ersten Spiel für Oldham gegen Dagenham & Redbridge. Auch im nächsten Spiel erzielte er ein Tor gegen Exeter City. Am 27. Januar wechselte er bis zum Saisonende erneut auf Leihbasis zu Oldham. Wie zuvor konnte White in den ersten beiden Spielen gegen Carlisle United und Hartlepool United ein Treffer erzielen.
Nach dem vielversprechenden Leihgeschäft, was ihm half seine nervösen Krämpfe zu lindern, kehrte White zurück zu Leeds United. Nach der 3:0-Niederlage gegen Manchester United am 11. September 2011, erklärte er, dass er die andauernden Krämpfe überwunden hat. Danach wurde er Stammspieler als linker Außenverteidiger. Im Dezember 2011 unterbreitete Leeds United White einen Vier-Jahres-Vertrag, den er jedoch vorerst nicht unterzeichnete, da bereits Gerüchte um das Interesse von hochklassigen Vereinen bestanden. Nach der Interessensbekundung von Newcastle United wurde White erneut eine Vertragsverlängerung angeboten. Doch auch internationale Vereine wie Celtic Glasgow, OSC Lille und Werder Bremen zeigten Interesse.

### Nationalmannschaft
Im März 2009 hatte White sein erstes und einziges Spiel in der englischen U-19, als er in der 73. Minute gegen Tschechien eingewechselt wurde. Das Spiel endete 0:0 unentschieden.
Wegen seiner irischen Herkunft, entschied sich White dazu für die irische U-21-Nationalmannschaft aufzulaufen. Sein erstes Spiel bestritt er am 10. August 2011 gegen Österreich, welches 2:1 gewonnen wurde. Sein erstes Tor für Irland erzielte er beim 2:0-Sieg gegen Liechtenstein.